# Monasterio de Santa Catalina de Siena (Arequipa)
El Monasterio de Santa Catalina de Siena, o Convento de Santa Catalina, es un complejo turístico religioso ubicado en el centro histórico de Arequipa, departamento de Arequipa, Perú.

## Ubicación

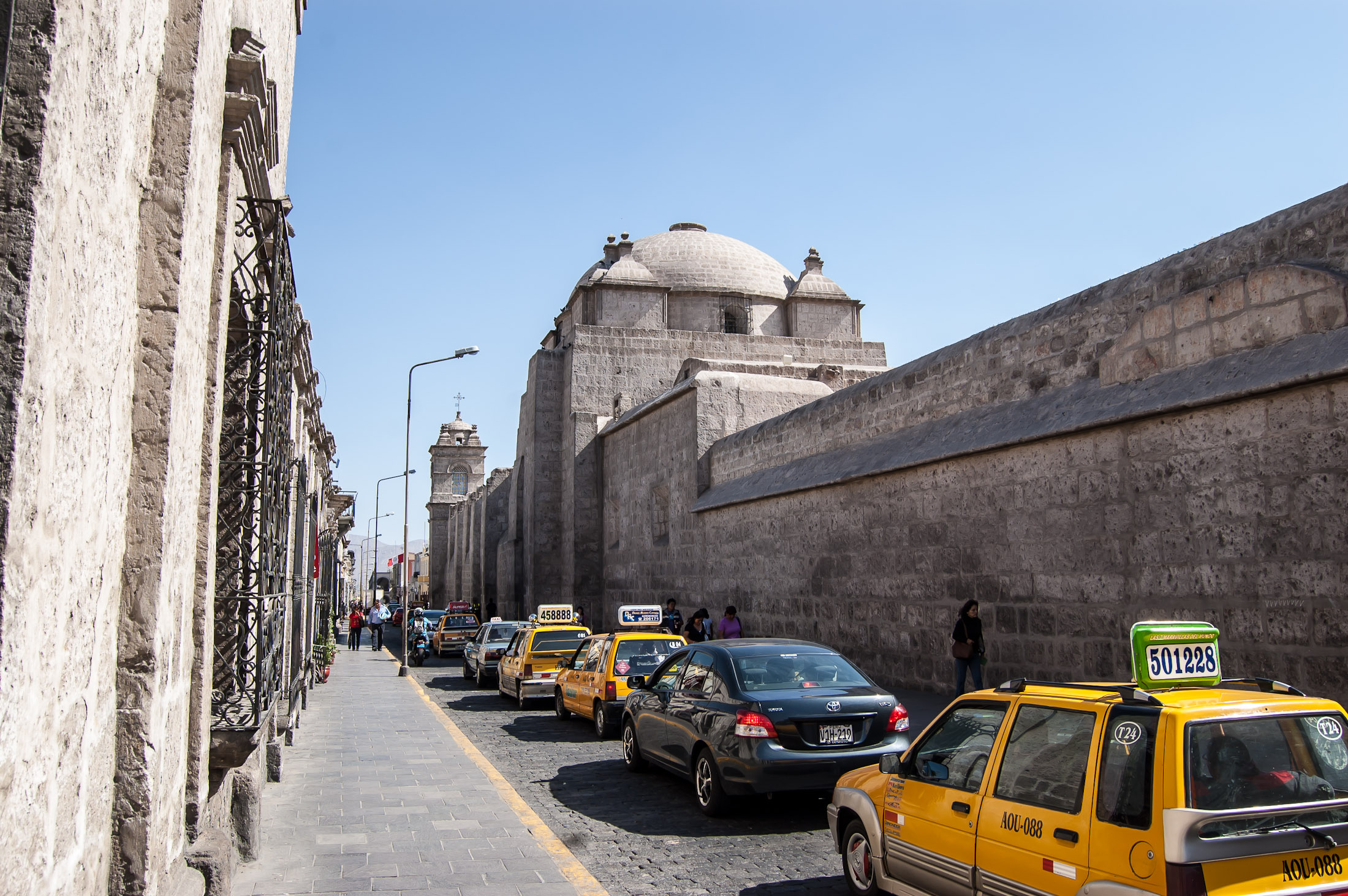
Muro exterior del convento de Santa Catalina

La ciudadela se ubicó al sur del Perú en la ciudad de Arequipa, fundada el 10 de septiembre de 1579 y ubicada en una zona que destaca por su belleza natural, clima acogedor y que dispone de un gran material con el cual se construye y se sigue haciendo la arquitectura de esta ciudad, el sillar. En el monasterio existen dos tipos, el sillar blanco, que proviene del volcán Chachani, y el rosado del Misti, este último emblema de la ciudad.
La ciudadela ocupa un terreno de 20.426 metros cuadrados y está absolutamente aislada de la ciudad, a pesar de que se ubica en el corazón de ésta. Un gran y sólido muro de 4 metros de altura aislaba la vida de las mujeres que habitaban el monasterio desde finales del siglo XVII.

## Reseña histórica

Portada del monasterio

El virrey Francisco de Toledo otorga la licencia necesaria para la fundación del tan deseado monasterio que solicitaba la ciudadanía. Doña María de Guzmán, viuda de Diego Hernández de Mendoza, decide recluirse en el monasterio en construcción, como primera pobladora.  El 10 de septiembre de 1579 se realiza la memoria de la fundación del monasterio firmada por el Cabildo, regimiento de la ciudad y el obispado del Cusco, nombrando a María de Guzmán como la “Primera pobladora y priora de dicho Monasterio”. El 2 de octubre de 1580 se realiza una misa mayor en la ciudad para que desde ese día se tomaran los hábitos.
Las mujeres que ingresaron como monjas al monasterio fueron criollas y mestizas pertenecientes a familias adineradas. La historia cuenta del ingreso de las denominadas “monjas pobres” a quienes los vecinos de la ciudad socorrieron con el pago de la dote realizando colectas. Se sabe que, a mediados del siglo XVIII, la ciudadela contaba con más de 300 mujeres de hábito y doncellas de servicio.
El 13 de junio de 1747, un grupo de cuatro religiosas del Monasterio de Santa Catalina, se trasladó al recién construido Monasterio de Santa Rosa, ubicado en la esquina de las calles San Pedro y Santa Rosa, para fundar una nueva comunidad religiosa, que sigue allí hasta la actualidad.
El Convento de Santa Catalina se envolvió en un velo de misterio y silencio hasta 1970, en que una parte grande del convento abrió sus puertas al público. Las religiosas permitieron que una empresa privada lo administrara. Todavía viven monjas en el área oeste del complejo. 
Antiguamente se podía ingresar al monasterio de Santa Catalina partir de los 12 años, para poder tomar hábito  (iniciar el noviciado) y se podía realizar votos de profesión a partir de los 16 años, de acuerdo con el Concilio de Trento, para pasar un proceso de entre 1 a 4 años para convertirse en monjas de clausura, para lo cual se debía pagar entre 500 y 1000 pesos de plata en el tiempo de apertura del Monasterio  y entre 1000 y 2400 monedas de plata a partir de finales del siglo XVII, siendo este segundo monto equivalente aproximadamente a unos 200 000 dólares actuales. 
Actualmente ingresan con mayoría de edad o, si son menores de edad, con el permiso oficial respectivo de los padres y tienen que cumplir 12 años de preparación

## Arquitectura

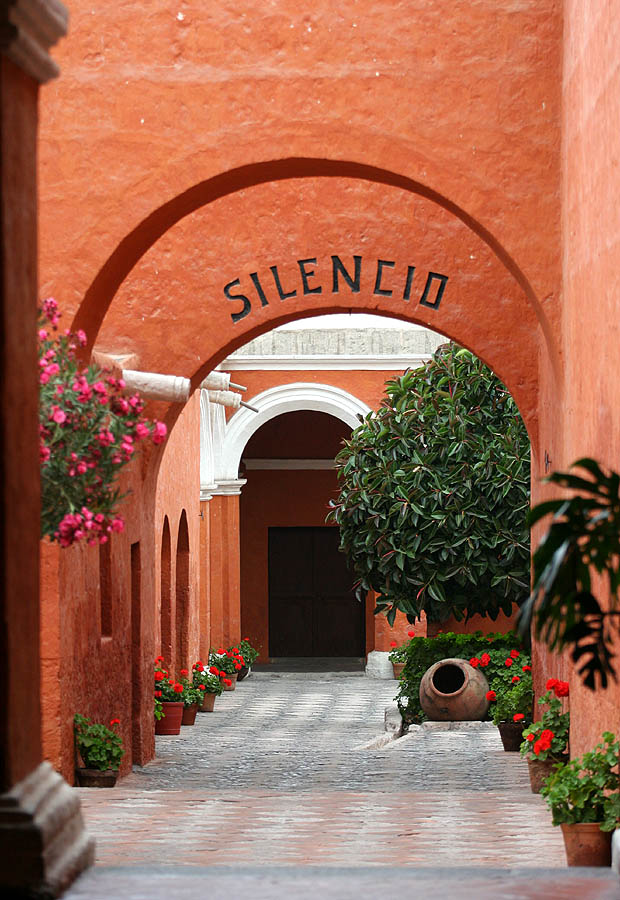
Acceso al patio del Silencio

El encanto de esta ciudadela reside en la solidez y plasticidad de sus volúmenes, así como la vivacidad de sus colores y la belleza que maestros de obras y alarifes lograron en la arquitectura de esos recintos mediante soluciones como los arbotantes o la construcción de recias arquerías asentadas sobre pilares. 
En los interiores, las cúpulas y las cubiertas de bóveda amplían considerablemente el espacio y aumentan la sensación de fortaleza de los edificios. Se percibe así mismo, sobre todo en la zona de las callejas, la intervención de albañiles que, carentes de un diseño propiamente arquitectónico, fueron levantando muros, tejados, celdas, patios y portadas de sencillo planteamiento.
El actual edificio atesora espléndidas piezas de arte, como un altar barroco de madera tallada y dorada, de un cuerpo y tres calles, que exorna la capilla, y varias pinturas de la escuela cusqueña.
Debido a que se fundó como un monasterio “privado”,  existió dentro de él la posibilidad de que las religiosas optasen por el uso de un dormitorio  colectivo o la compra de un trozo de terreno del monasterio sobre el cual, por cuenta propia, podían edificar sus propias celdas, las cuales dependían de la inversión personal, razón por la cual todas las celdas dentro del monasterio son únicas y no existen dos iguales. Durante casi tres siglos de historia virreinal, los claustros y celdas del monasterio han sufrido diversas modificaciones, agregados y nuevas construcciones que hacen que Santa Catalina se haya convertido en un muestrario a escala humana de la arquitectura colonial arequipeña.

## Dependencias

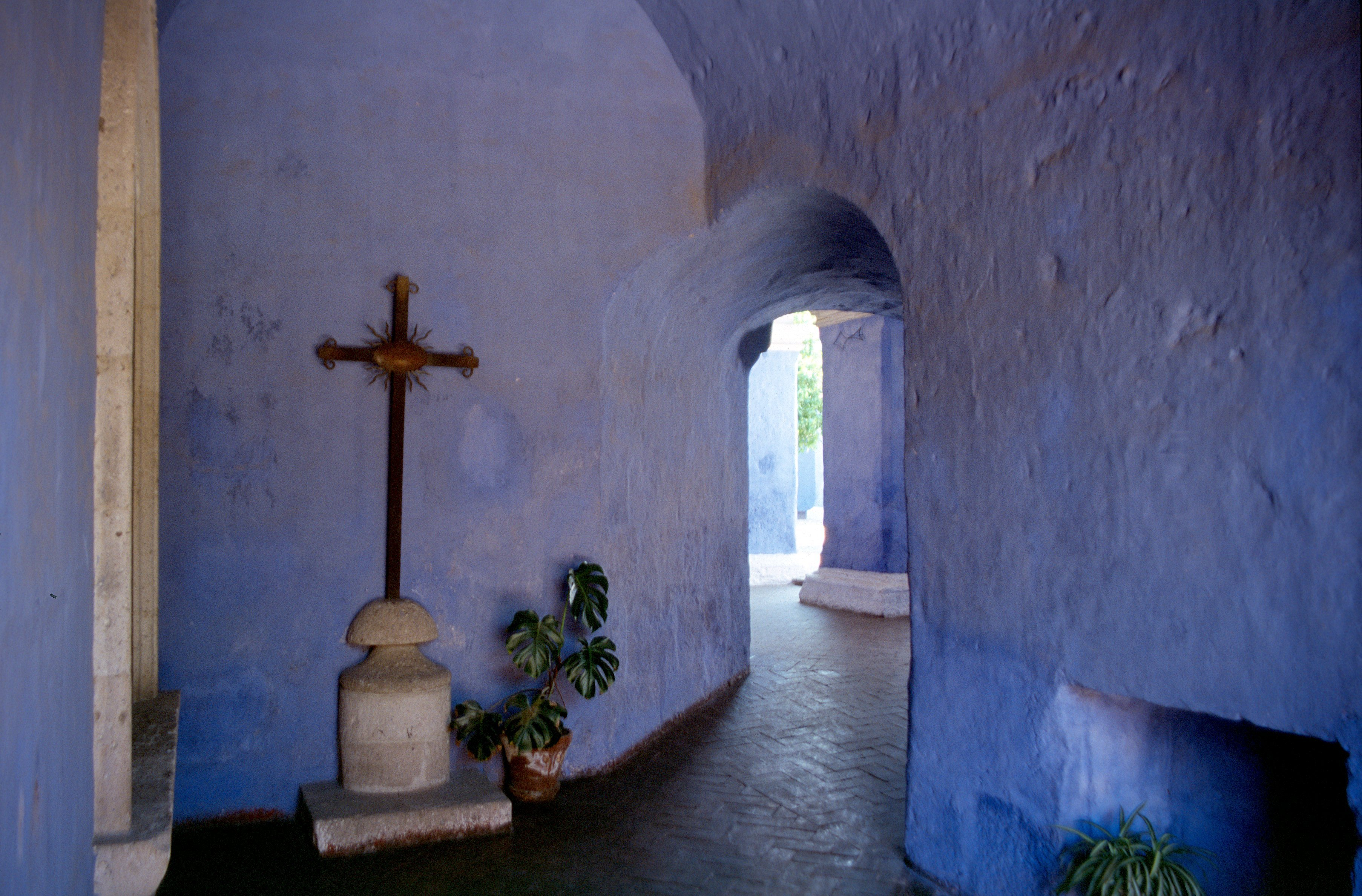
Acceso al claustro de los Naranjos

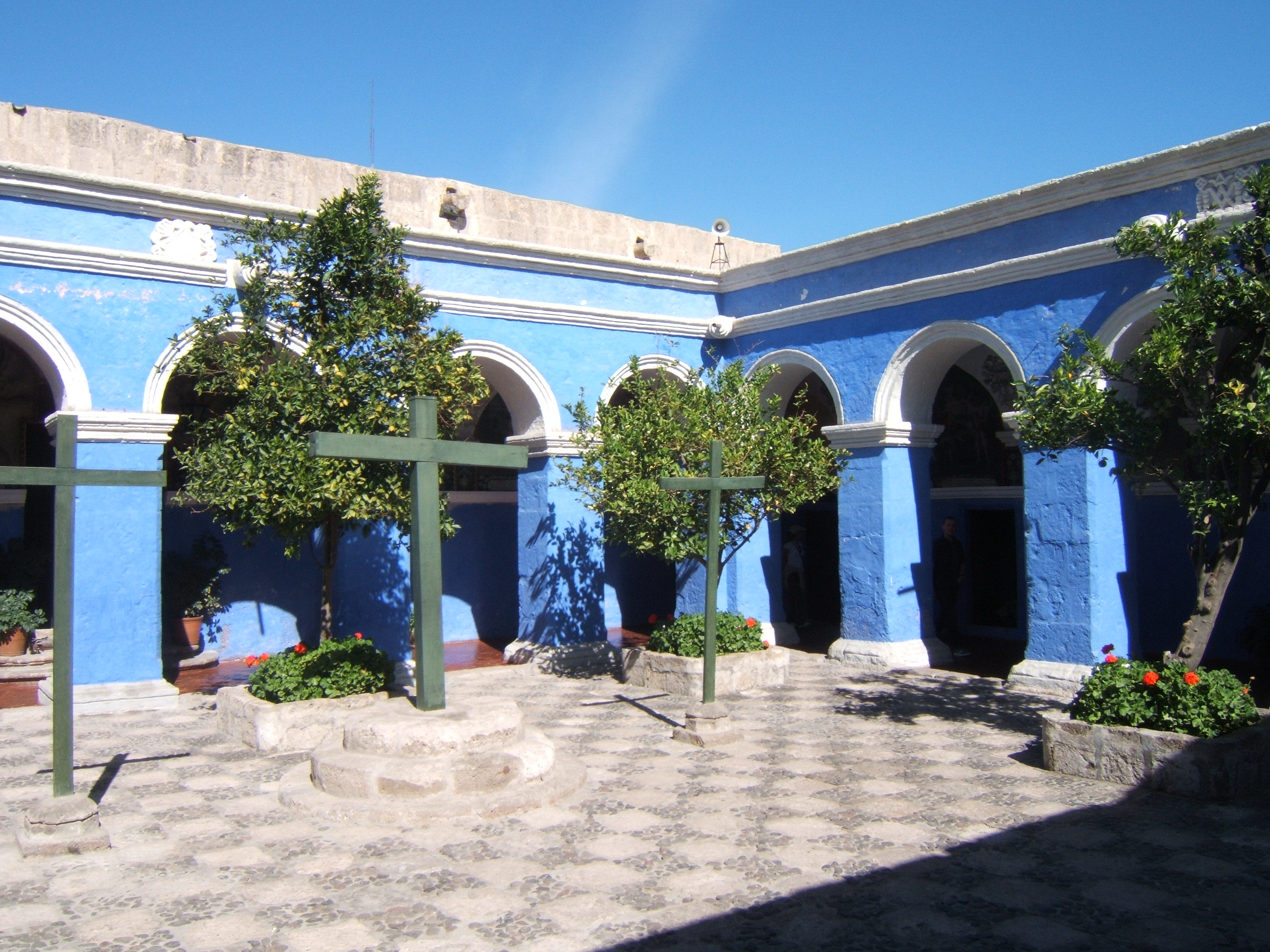
Claustro de los Naranjos

Claustro Mayor

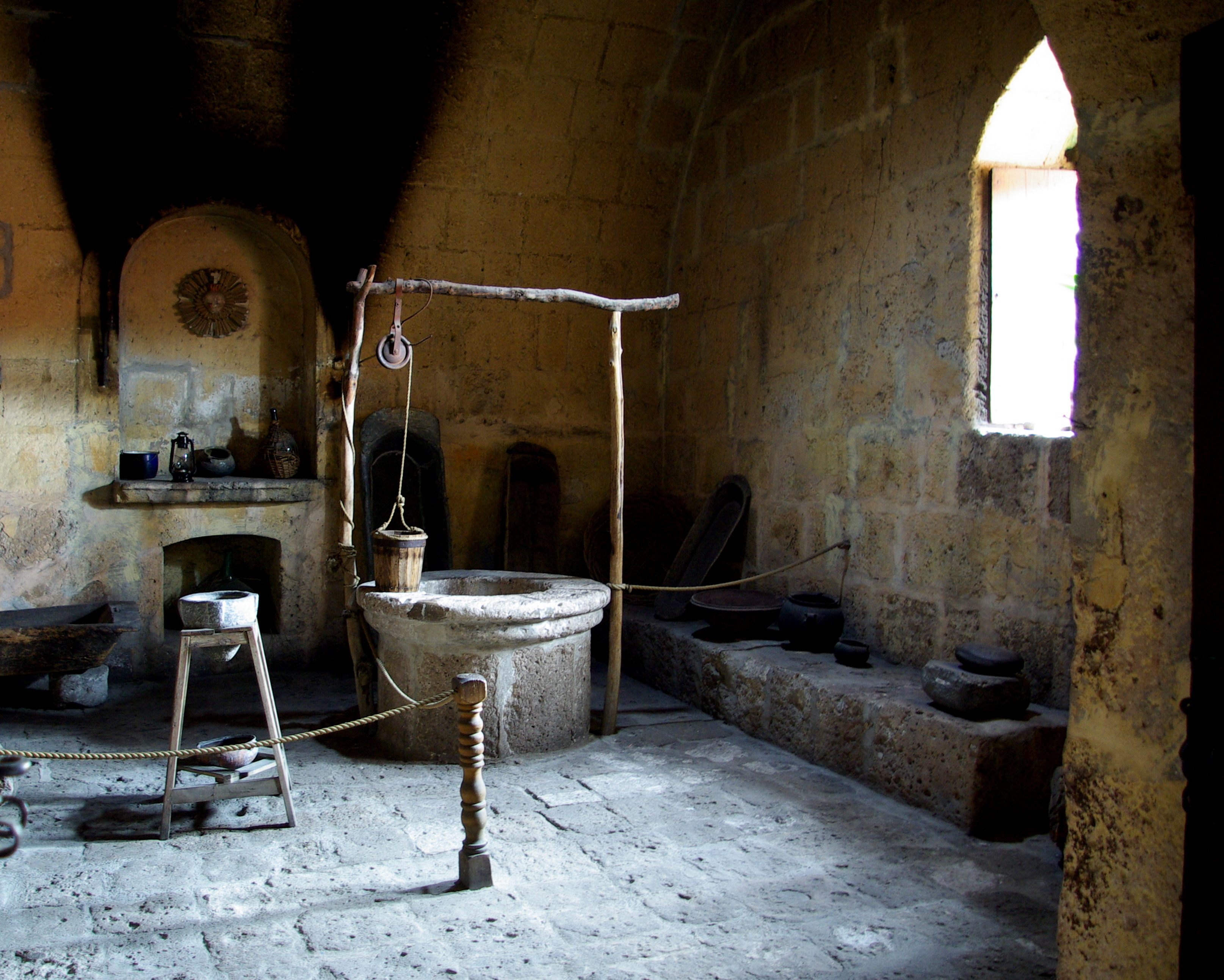
Panadería

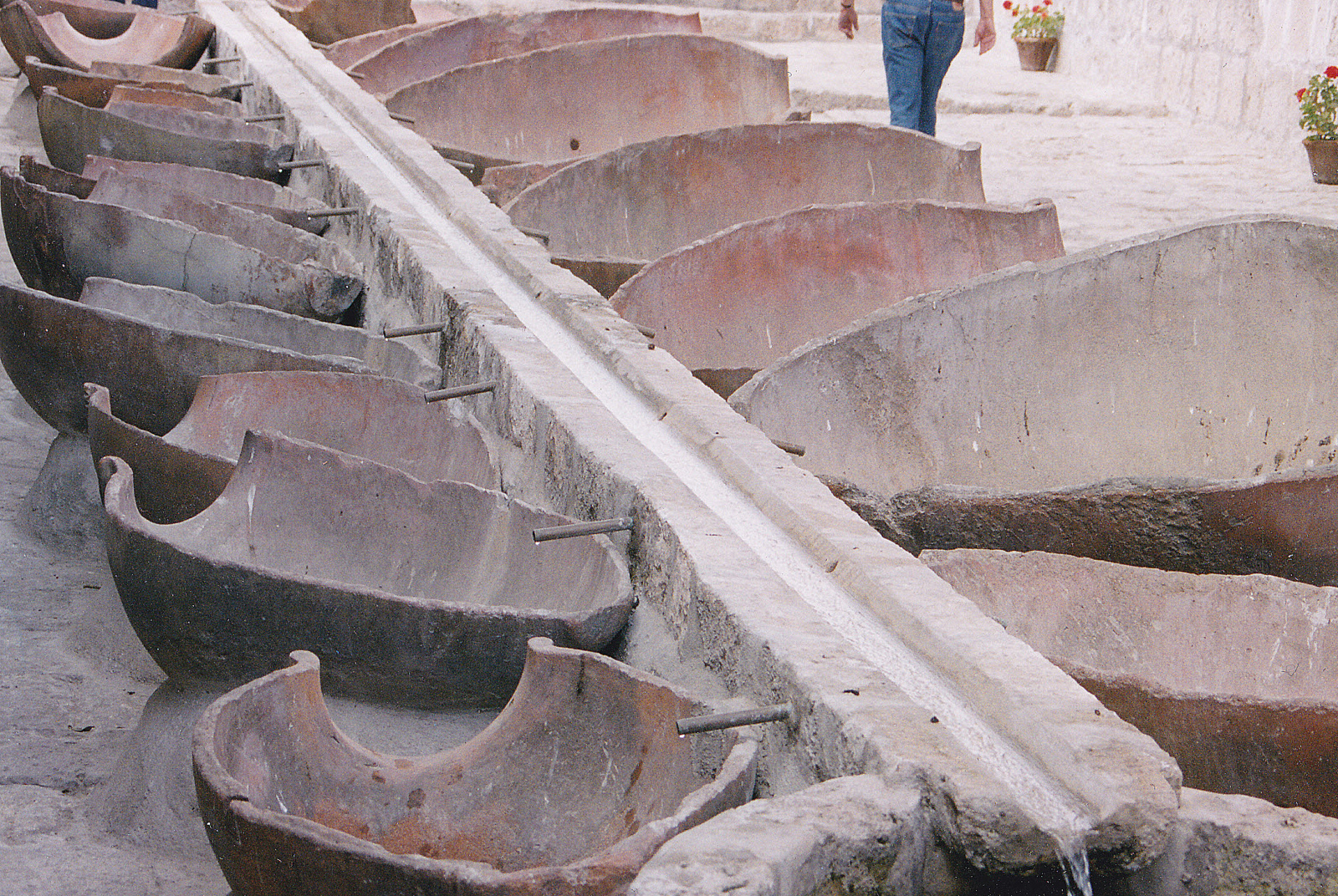
Lavandería

En gran parte fue restaurado para poder lograr un mejor atractivo del público, conservando su planta y características originales. Las pequeñas calles y claustros están llenas de flores coloridas y las paredes son pintadas en tintes frescos. Los callejones estrechos llevan a las diversas partes del convento que atraviesan por sitios pintorescos y sitios de estar y dormir con los muebles originales.
- Portada del monasterio

La portada de ingreso está adornada con un relieve de Santa Catalina de Siena, bajo cuyo patrocinio se fundó el convento. Está labrado en el sólido muro de sillar que bordea toda la manzana. La sobria sencillez de formas y color de esta portada, contrasta con el alegre colorido que el visitante encontrará en los ambientes interiores.
- Patio del Silencio

Era el lugar donde las monjas se reunían a rezar el Santo Rosario y leer la biblia en completo silencio.
- Claustro de los Naranjos

Data de 1738. Debe su nombre a la presencia de árboles de naranjo. Las tres cruces ubicadas en medio del claustro forman parte de una tradición del Monasterio de Santa Catalina, donde las religiosas representan la Pasión de Cristo todos los Viernes Santos.
- Claustro Mayor

Construido entre 1715 y 1723, es el claustro más grande del Monasterio. Al costado izquierdo se encuentran 5 confesionarios que contaban con la privacidad requerida. Alrededor se ubican pinturas destinadas a la meditación en los misterios del rosario y la Semana Santa. Hay un total de 32 cuadros, 23 hacen referencia a la vida de María y 9 a la vida pública de Jesús.
- Panadería

La panadería consta de 5 ambientes: El almacén, que se encuentra cerca de la entrada secundaria, para facilitar el transporte de los productos a esta zona,  misma en la que se pesaban los productos; la zona del horno; la zona de preparación de la masa para el pan; la zona de trabajo de los dulces o preparaciones para días de celebración; la zona del pequeño almacén para la leña; y la zona del acceso al agua mediante un pozo. La panadería funcionaba con carbón, leña, capo, yareta (plantas resinosas) etc., lo que generaba una gran cantidad de humo, por eso todas las paredes se ven tiznadas. Los utensilios que en ella se aprecian son originales y pertenecen a distintos momentos de uso.
- Lavandería

Fue construida en 1770, cuando Arequipa se abastecía de agua mediante acueductos. En ella encontramos 20 medias tinajas, que son grandes recipientes de barro, usados antiguamente para almacenar granos, maíz o vino, que servían de bateas. El agua corría por un canal central, que se desviaba a cada tinaja colocando una piedra y en el fondo de la batea se colocaba un tapón, por lo general de tela húmeda, que luego de lavar retiraban dejando que el agua corriese hacia el canal subterráneo que llevaba el agua del lavado al río.
- Torre del Campanario

La distinguida torre que luce el Monasterio de Santa Catalina fue construido en 1748 siendo Presidenta del Consejo, la subpriora Sor Catalina de San José Barreda y Obispo Juan Bravo de Rivero. Su campanario tiene cuatro campanas dispuestas con frente a las calles que rodean el monasterio: 
- Con frente a la calle Santa Catalina (al este), una antigua campana sin ninguna inscripción.
- Con frente a la calle Ugarte (al sur) está la campana más antigua con la inscripción “Santa Catalina Ora Pronobis, 1749”.
- Con frente a la calle Bolívar (al oeste) existe la campana con la inscripción “R.M. María de Villegas, 1787”.

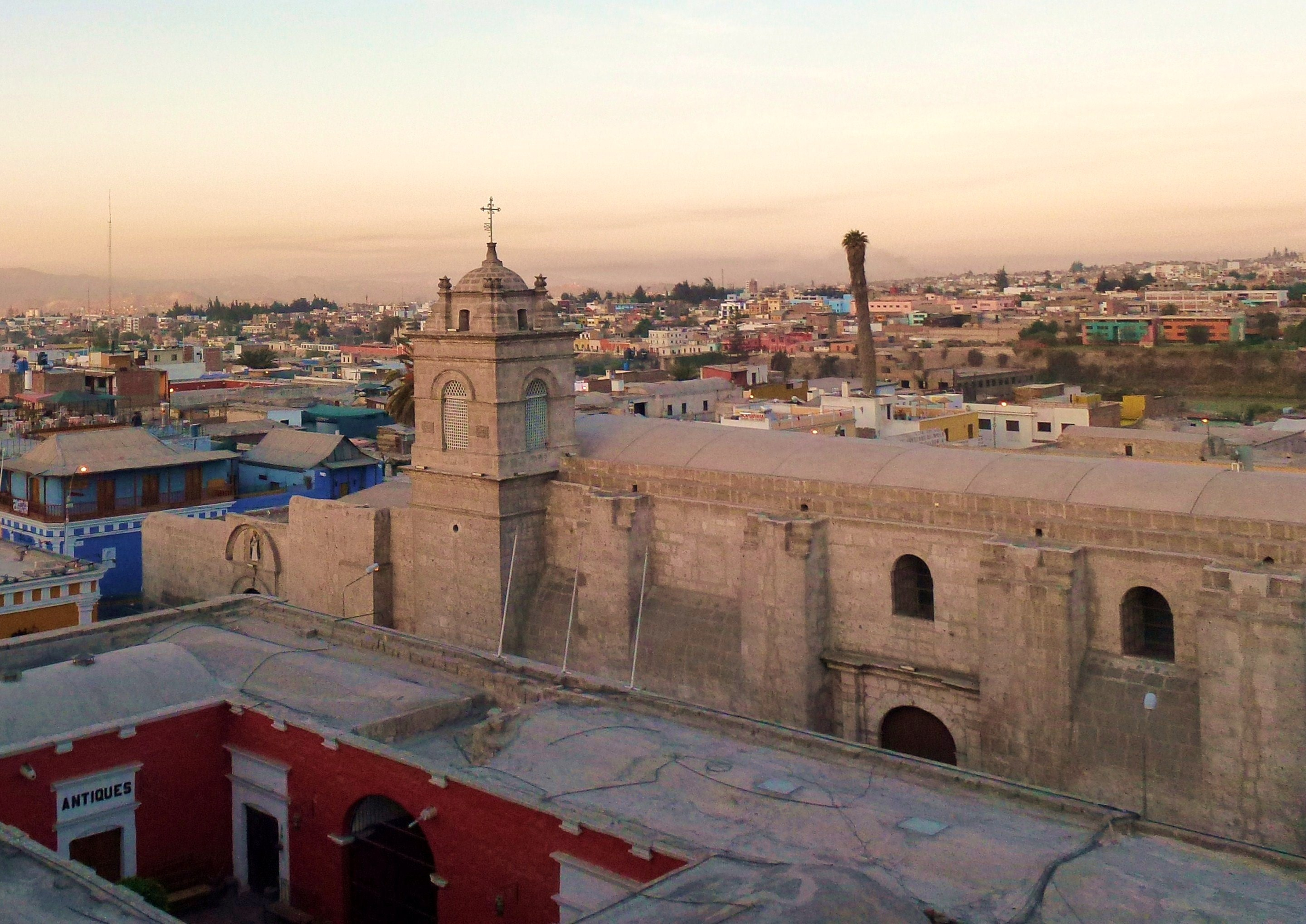
Iglesia

- Iglesia

Bella y antigua iglesia de larga nave y de cúpula de media naranja, que tiene una construcción de planta básica que data de 1660 aproximadamente.
Su altar principal es de plata repujada que representa un trabajo muy esmerado, con bellos y delicados motivos religiosos, de los antiguos artesanos a los que se les encomendó la obra.
A un lado encontramos interesantes cubículos para los confesores de las religiosas, las cuales se encontraban al momento de la confesión al otro lado, en clausura. También, se aprecia un bello altar dedicado a la Beata Sor Ana de los Ángeles Monteagudo. Existe una gran reja de metal entre la iglesia y el coro bajo, que es donde se ubicaban y lo siguen haciendo las religiosas para la celebración de la sagrada misa, para separar la clausura del mundo exterior. En la parte superior se encuentra el coro alto donde hay un grande y antiguo órgano europeo de muy bella manufactura.
Al interior se puede apreciar el claustro de la beata Sor Ana de los Ángeles Monteagudo la cual fue beatificada en la visita de Juan Pablo II en 1985 debido a su ejemplar vida conventual y a la atribución de algunos milagros. Uno de ellos aprobado por la Iglesia, fue una curación de un cáncer uterino verificado en el primer tercio del siglo pasado. La favorecida, doña María Vera de Jarrín, vivió más treinta años después del prodigio.